# Sangro
Il Sangro è un fiume dell'Abruzzo meridionale e del Molise, il secondo per lunghezza (con 122 km di corso) tra i fiumi abruzzesi dopo l'Aterno-Pescara.

## Corso del fiume
Il Sangro nasce nel parco nazionale d'Abruzzo, Lazio e Molise a 1 441 m s.l.m. alle pendici del monte Morrone del Diavolo (1 602 m s.l.m.), in territorio del comune di Gioia dei Marsi (provincia dell'Aquila). Bagna quasi subito il territorio comunale di Pescasseroli, ricevendo da sinistra il torrente La Canala e continua il suo percorso attraversando i territori di Opi (località Le Prata) e di Villetta Barrea.
Giunto presso Barrea il fiume forma, sbarrato da una diga, il lago artificiale di Barrea. Da qui, in breve, il fiume giunge presso i centri di Villa Scontrone e di Castel di Sangro, dove riceve le acque dell'affluente Zittola, scorrendo per un brevissimo tratto in Molise (provincia di Isernia). Giunto presso il comune di Ateleta, il fiume prende a scorrere tra Abruzzo e Molise e, nei pressi del centro di Quadri, rientra definitivamente in Abruzzo in provincia di Chieti.
In questo tratto il fiume viene nuovamente sbarrato da una grossa diga e forma il lago artificiale di Bomba.
Alcuni km a valle del lago, al Sangro giunge di sinistra l'apporto del suo maggiore tributario, il fiume Aventino, fra i comuni di Casoli, Sant'Eusanio del Sangro e Altino.
Da questa confluenza inizia il tratto basso che vede il Sangro scorrere in un ampio greto ciottoloso fino alla foce, nel mare Adriatico, situata tra Borgata Marina e Fossacesia Marina, frazioni rispettivamente dei comuni di Torino di Sangro e Fossacesia.
In corrispondenza dell'innesto con il fiume Aventino si ha l'oasi WWF di Serranella.

## Regime

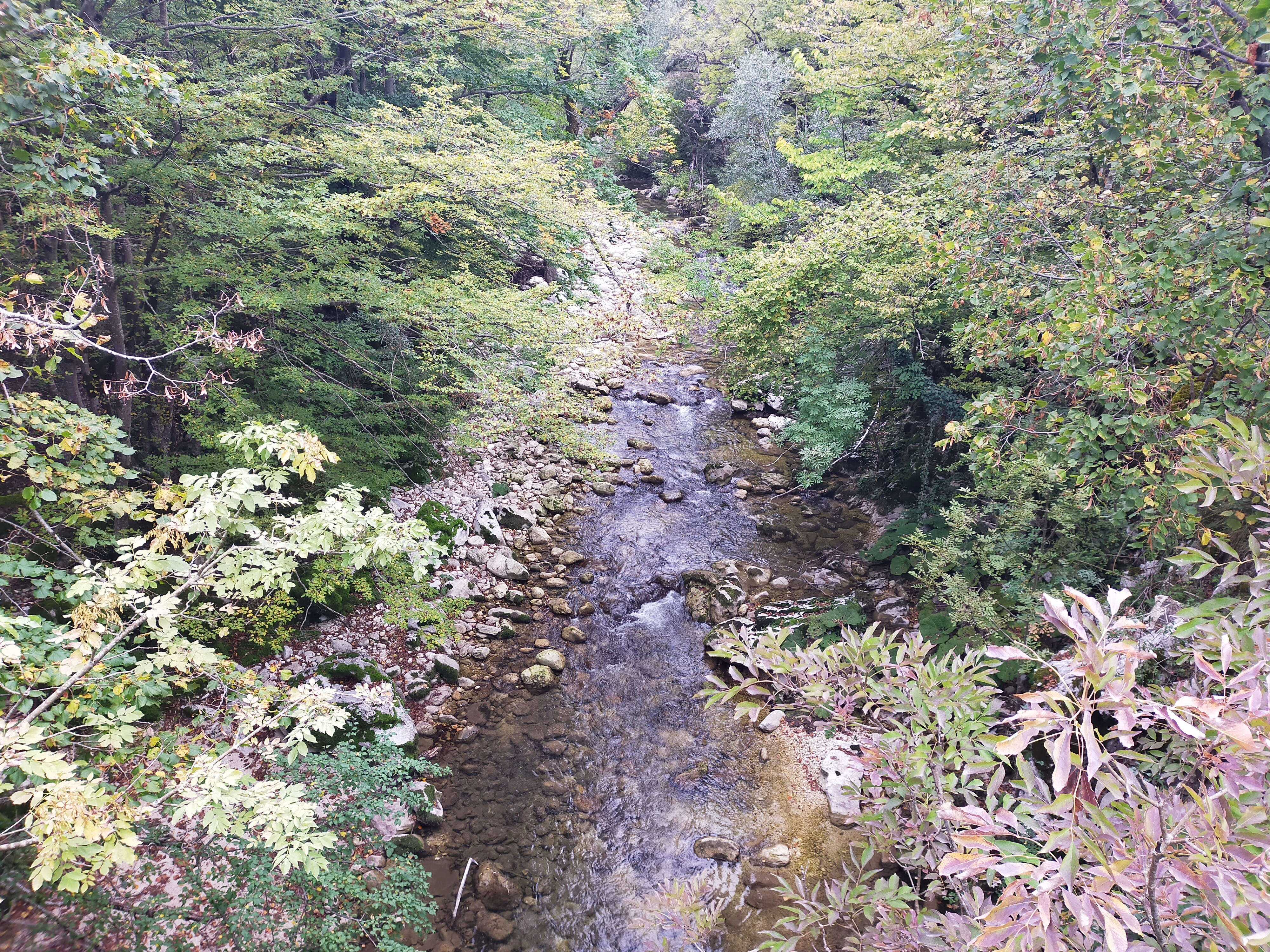
Il fiume nei pressi di Opi

Il Sangro ha una portata media annua presso Ateleta (medio-alto corso) di circa 9,2 m³/s, che diventano più che doppi alla foce.
Durante il periodo estivo la sua portata si riduce notevolmente (0,5-3,2 m³/s rilevati ad Ateleta), mentre in autunno ed in inverno si rilevano notevoli incrementi (portata massima ad Ateleta: 16,2 m³/s).
Durante la stagione autunnale il fiume è soggetto anche a forti piene dovute alla piogge durante le quali l'acqua può arrivare a lambire gli argini esterni, costruiti appositamente per evitare l'allagamento delle zone circostanti.

## Natura
Questo fiume forma tre laghi artificiali (il lago di Barrea, il lago di Bomba, il lago di Castel del Giudice), tutti utilizzati per produrre energia elettrica dall'Enel.
A differenza del laghi di Bomba e Castel del Giudice, (dove parte delle acque vengono captate ed inviate tramite condotte forzate agli impianti idroelettrici a valle) il deflusso delle acque risultanti dal Lago di Barrea viene ad interessare interamente il tratto di Sangro a valle fino alla predetta diga di Castel del Giudice. In pratica è l'alveo dello stesso fiume ad essere utilizzato a mo' di condotta forzata, subendo frequenti, repentini e notevoli cambi di portata determinati in conseguenza delle esigenze produttive di energia elettrica. 
Tale modalità di gestione dei livelli ha causato l'estinzione di buona parte della fauna bentonica presente nel fiume, incidendo direttamente sulla densità della popolazione ittica autoctona, scompenso a cui si cerca di porre rimedio artificialmente mediante massicce immissioni annuali, piuttosto che addivenire a più consone pratiche di gestione delle acque stesse di concerto con ENEL.
Nel basso corso del Sangro è stato creato un altro sbarramento artificiale per motivi irrigui nel 1981: ciò ha determinato l'impaludamento di un tratto del fiume, creando un particolare habitat che ha attirato molte specie di uccelli migratori. Tutta l'area è ora tutelata dal WWF grazie all'istituzione dell'Oasi di Serranella.

## Affluenti
- torrente Fondillo
- torrente Scerto
- fiume Rio Torto
- torrente Zittola
- torrente Rasine
- torrente Raso
- torrente Molinaro
- torrente Appello
- torrente Pianello
- torrente Verde di Borrello
- torrente Turcano di Rosello
- fiume Aventino (affluente principale)
- torrente Gogna
- torrente Parello

## Galleria d'immagini

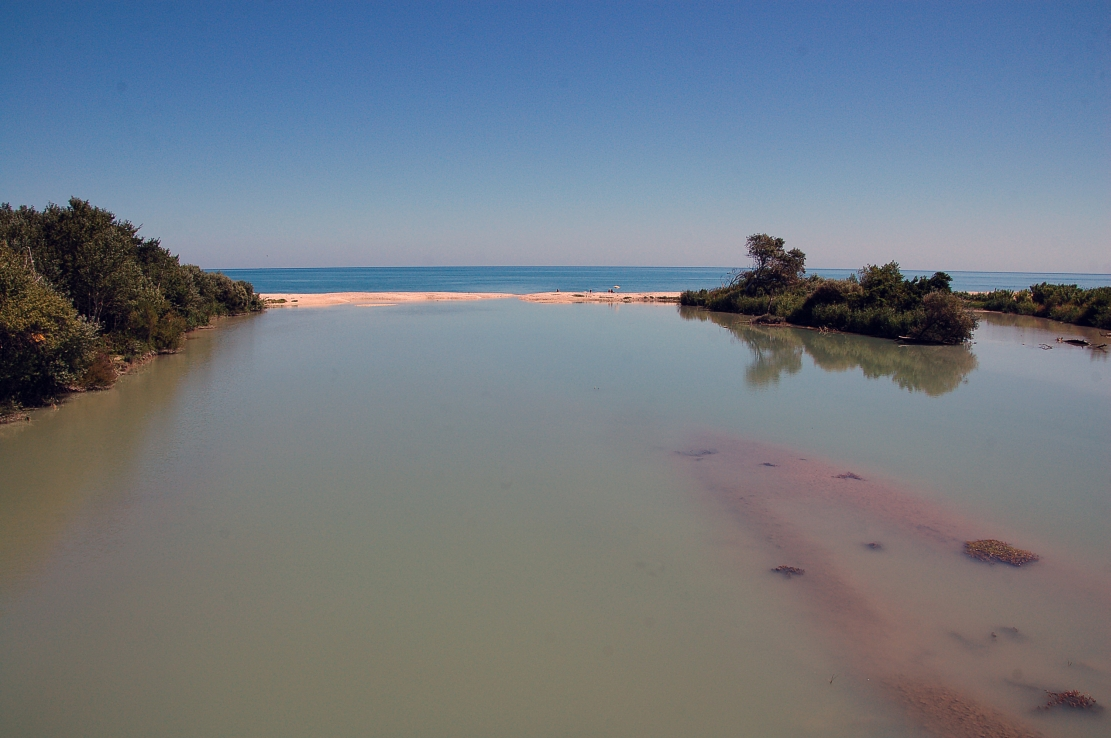
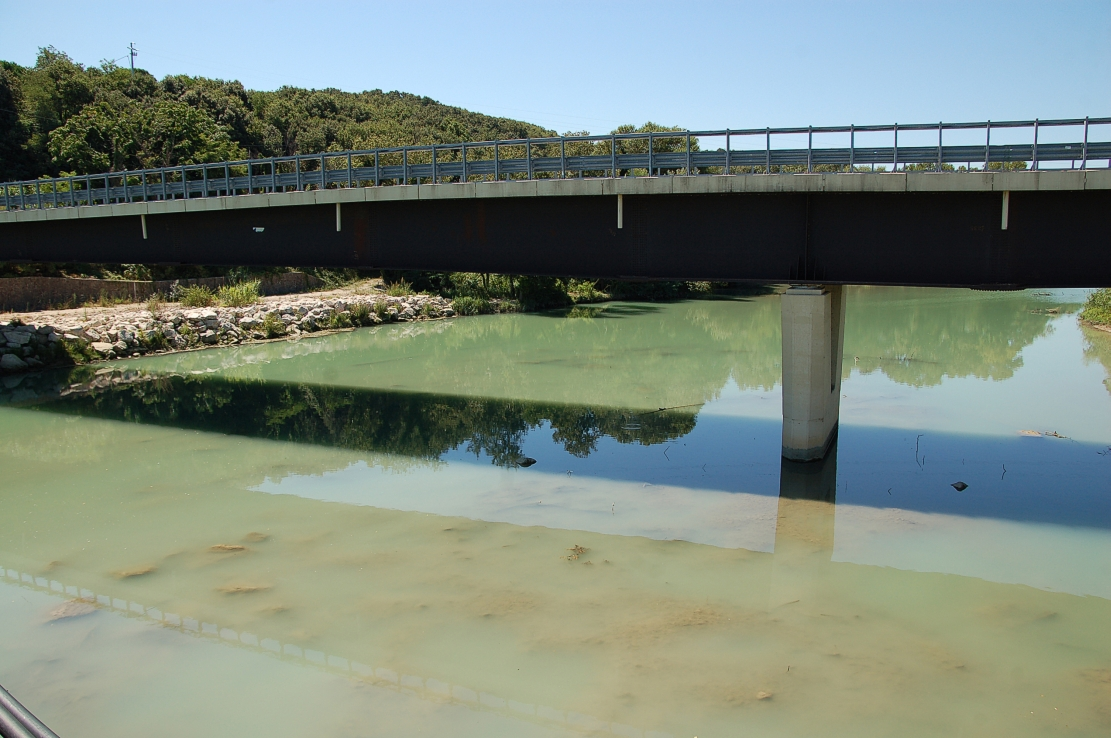
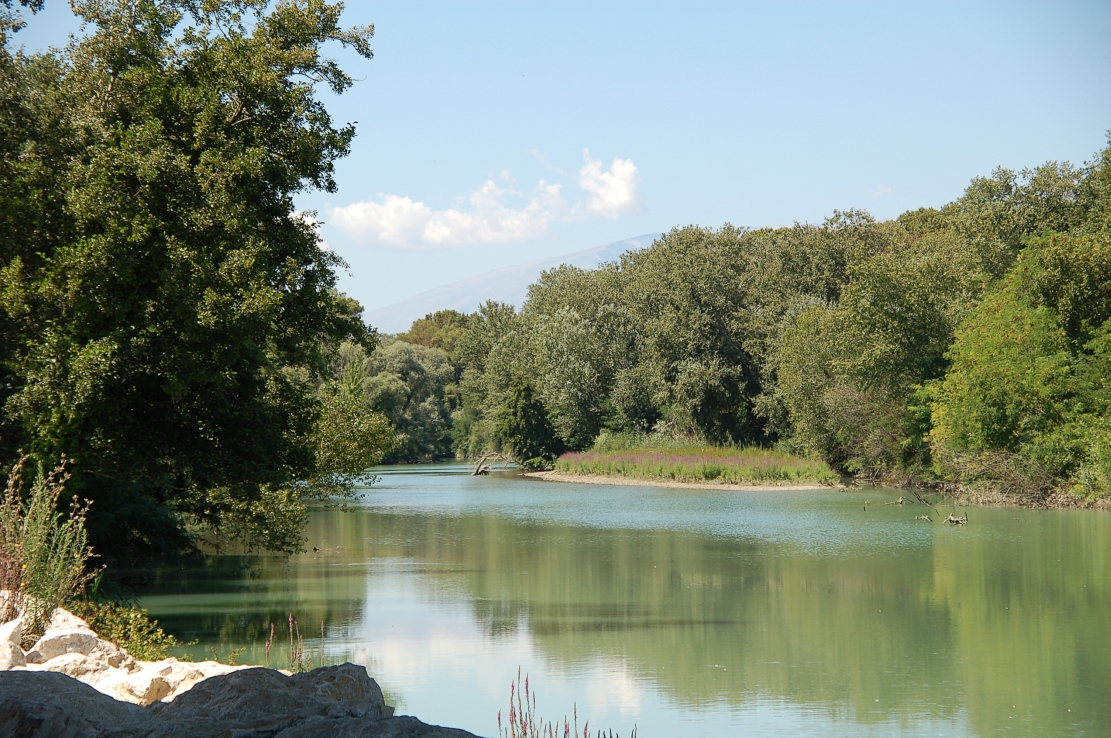
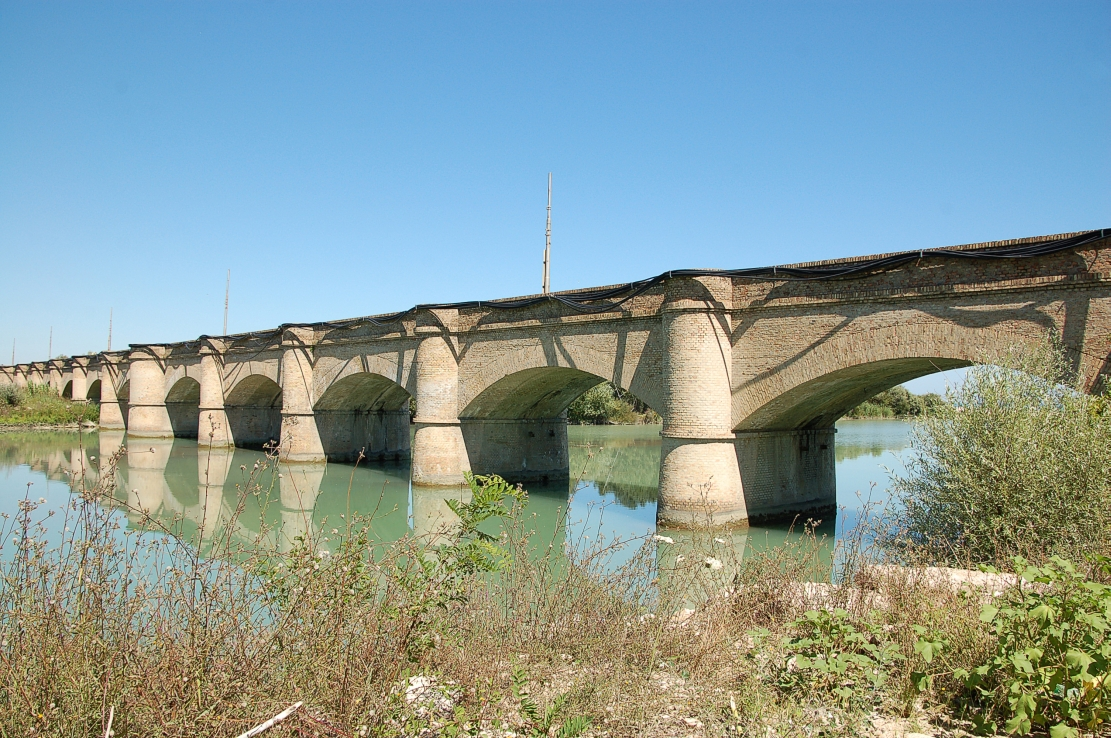
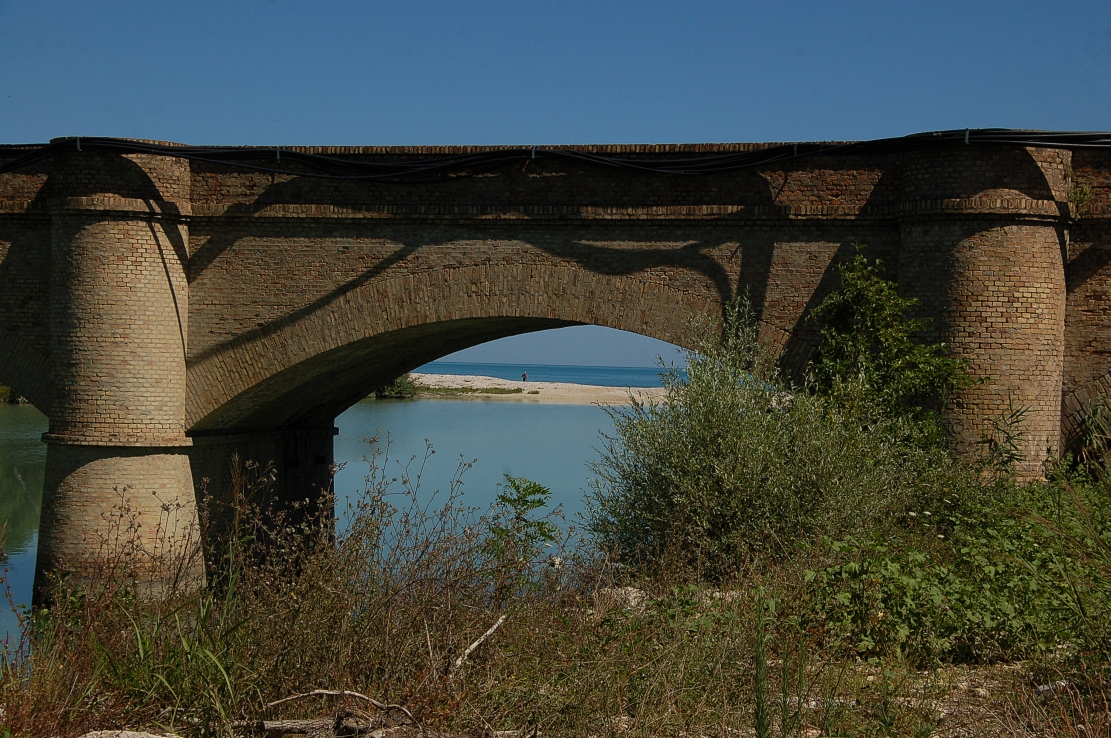
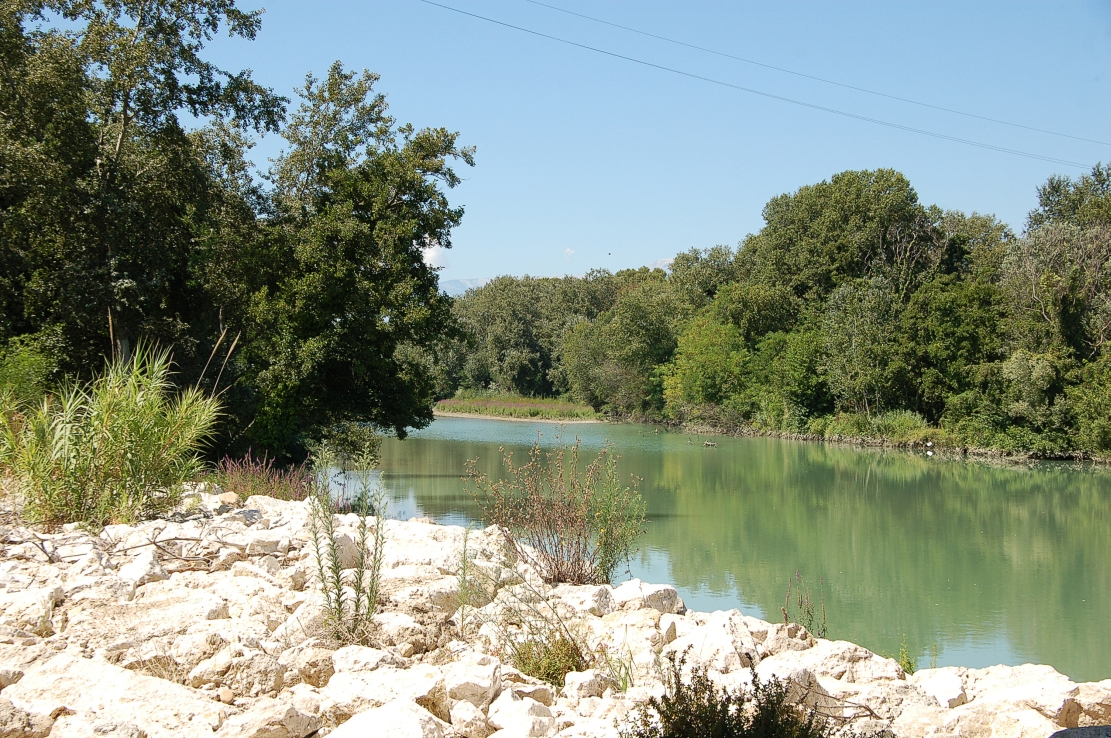
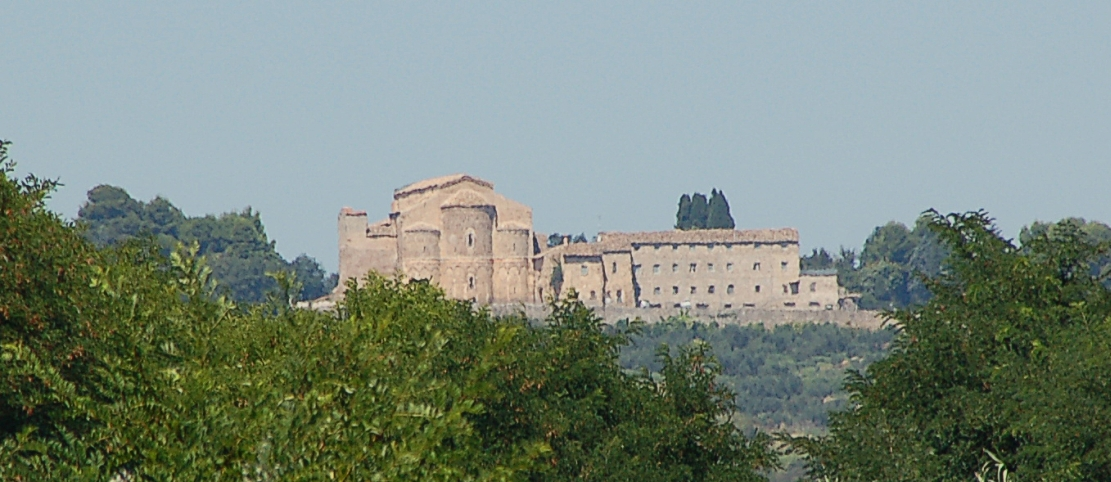
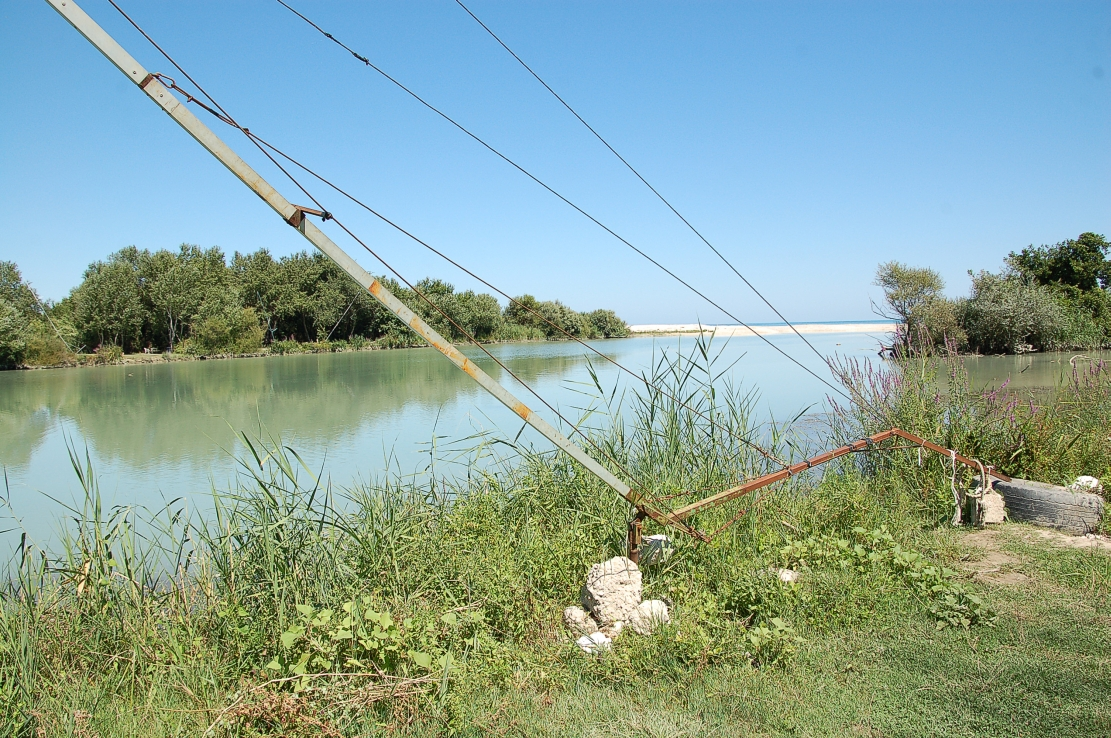

## Comuni attraversati
In ordine alfabetico:
- Altino
- Archi
- Ateleta
- Atessa
- Barrea
- Bomba
- Borrello
- Castel del Giudice
- Castel di Sangro
- Civitella Alfedena
- Colledimezzo
- Fallo
- Fossacesia
- Lanciano
- Montebello sul Sangro
- Montelapiano
- Mozzagrogna
- Opi
- Paglieta
- Perano
- Pescasseroli
- Pizzoferrato
- Quadri
- Roccascalegna
- Santa Maria Imbaro
- Sant'Angelo del Pesco
- Sant'Eusanio del Sangro
- Scontrone
- Torino di Sangro
- Villa Santa Maria
- Villetta Barrea